# Kelly Clark
Kelly Clark (Dover, 26 luglio 1983) è un'ex snowboarder statunitense, campionessa olimpica nell'halfpipe ai Giochi di Salt Lake City 2002.

## Biografia
Specialista dell'halfpipe, ha esordito in Coppa del Mondo di snowboard il 17 dicembre 2000 a Mont-Sainte-Anne, in Canada. Ha partecipato a quattro edizioni dei Giochi olimpici invernali, vincendo una medaglia d'oro e due di bronzo.

## Palmarès

### Olimpiadi
- 3 medaglie:
  - 1 oro (halfpipe a Salt Lake City 2002)
  - 2 bronzi (halfpipe a Vancouver 2010; halfpipe a Soči 2014)

### Winter X Games
- 16 medaglie:
  - 9 ori (superpipe ad Aspen 2002; superpipe ad Aspen 2006; superpipe ad Aspen 2011; superpipe ad Tignes 2011; superpipe ad Aspen 2012; superpipe ad Tignes 2012; superpipe ad Aspen 2013; superpipe ad Tignes 2013; superpipe ad Aspen 2014)
  - 6 argenti (superpipe ad Aspen 2003; superpipe ad Aspen 2004; superpipe ad Aspen 2009; superpipe ad Aspen 2010; superpipe ad Aspen 2015; superpipe ad Oslo 2016)
  - 1 bronzo (superpipe ad Aspen 2008)

### Mondiali juniores
- 1 medaglia:
  - 1 oro (halfpipe a Berchtesgaden 2000)

### Coppa del Mondo
- Vincitrice della Coppa del Mondo generale di freestyle nel 2013
- Vincitrice della Coppa del Mondo di halfpipe nel 2013, nel 2014 e nel 2015
- 22 podi:
  - 13 vittorie
  - 6 secondi posti
  - 9 terzi posti

#### Coppa del Mondo - vittorie
| Data             | Luogo                | Paese         | Disciplina |
| ---------------- | -------------------- | ------------- | ---------- |
| 18 febbraio 2001 | Sapporo              | Giappone      | HP         |
| 11 febbraio 2005 | Bardonecchia         | Italia        | HP         |
| 7 febbraio 2009  | Bardonecchia         | Italia        | HP         |
| 14 febbraio 2009 | Cypress Mountain     | Canada        | HP         |
| 26 agosto 2012   | Cardrona             | Nuova Zelanda | HP         |
| 14 febbraio 2013 | Soči                 | Russia        | HP         |
| 24 agosto 2013   | Cardrona             | Nuova Zelanda | HP         |
| 21 dicembre 2013 | Copper Mountain      | Stati Uniti   | HP         |
| 6 dicembre 2014  | Copper Mountain      | Stati Uniti   | HP         |
| 1º marzo 2015    | Park City            | Stati Uniti   | HP         |
| 24 gennaio 2016  | Mammoth Mountain     | Stati Uniti   | HP         |
| 5 febbraio 2017  | Mammoth Mountain     | Stati Uniti   | HP         |
| 19 febbraio 2017 | Bokwang Phoenix Park | Corea del Sud | HP         |

Legenda:

HP = Halfpipe